# Иисус Навин
Иису́с Нави́н или Ису́с Нави́н (на иврит: יְהוֹשֻׁעַ בֶן-נוּן, Йехошу́ъа бен-Нун; в исляма: Йуша бин Нун) е предводител на еврейския народ в период на завоюване на обетованата земя – Ханаан.
Приемник на Моисей. Неговото битие и дела се съдържат в „Книга на Иисус Навин“.